# 藤井卓也
藤井 卓也（ふじい たくや、1945年7月5日 -  ）は、日本の経営者。日本債券信用銀行頭取を務めた。

## 来歴・人物
鳥取県出身。1968年に東京大学経済学部を卒業し、同年に日本銀行に入行した。1998年12月から2000年9月までに日本債券信用銀行頭取を務めた。